# Real (Castelo de Paiva)
Real es una freguesia portuguesa del concelho de Castelo de Paiva, con 33,17 km² de superficie y 1.371 habitantes (2001). Su densidad de población es de 41,3 hab/km².